# Escola de Enfermagem de Ribeirão Preto da Universidade de São Paulo
A Escola de Enfermagem de Ribeirão Preto da Universidade de São Paulo (EERP/USP) é uma unidade da Universidade de São Paulo dedicada ao ensino, pesquisa e extensão universitária em enfermagem no campus da cidade de Ribeirão Preto, Brasil. Foi criada através da Lei Estadual 1467, de 26 de dezembro de 1951, do governador de São Paulo Lucas Nogueira Garcez, e anexa à Faculdade de Medicina de Ribeirão Preto da USP.
O surgimento da EERP/USP está intimamente ligado à criação da FMRP/USP. O relatório da Comissão de Ensino e Regimento da Universidade de São Paulo, em 1951, opinou favoravelmente pela instalação da FMRP/USP e justificou a inclusão de uma escola de enfermagem nos seguintes termos: "a enfermagem é fator decisivo no funcionamento hospitalar. A instalação de uma escola desse tipo será indispensável ao funcionamento do Hospital das Clínicas e virá suprir as necessidades dos hospitais de uma vasta zona do Estado" (trecho extraído do relatório apresentado ao Conselho Universitário da Universidade de São Paulo, processo nº 3320, em 1º de setembro de 1951).
Além disso, já em 1952, Ribeirão Preto destacava-se como um dos mais importantes centros educacionais do estado de São Paulo, condição essa também citada no relatório da Comissão de Ensino e Regimento da Universidade de São Paulo, mencionado anteriormente.
Coube à Profª Glete de Alcântara, à convite do então Diretor da FMRP/USP, Prof. Dr. Zeferino Vaz, organizar esta Escola de Enfermagem, a partir de março de 1952.
O primeiro concurso para ingresso no curso de Enfermagem foi realizado em março de 1953, com aulas iniciadas em agosto daquele mesmo ano.
Durante o ano de 1955 dentro da Escola de Enfermagem de Ribeirão Preto, surgiu o seu Centro Acadêmico Marina de Andrade Rezende, seu intuito será divulgar a Enfermagem na Região de Ribeirão Preto, uma vez que naquele período houve uma certa carência de alunos para o curso.
Em 24 de novembro de 1960, foi promulgada a Lei Estadual nº 5970, estabelecendo a estrutura didático-administrativa da EERP/USP e tornando a primeira escola em todo o país a possuir um quadro que colocou-a no nível dos estabelecimentos de ensino superior. Em maio de 1964, esta Escola foi desanexada da FMRP/USP, tornando-se um estabelecimento de ensino superior e adquirindo sua autonomia didático-administrativa.
A Professora Glete de Alcântara foi diretora até o ano de 1971 paralelamente colaborando na Associação Brasileira de Enfermagem.
Atualmente a Escola de Enfermagem de Ribeirão Preto possui dois curso de graduação, o Bacharelado em enfermagem com 4 anos de duração, no periodo Matutino e Vespertino e o Licenciatura e Bacharelado em Enfermagem com 5 anos e aulas no período vespertino e Noturno.
Considerada no cenário nacional como uma das melhores, se não a melhor faculdade de Enfermagem do Brasil, tem respeito internacional além de ser Membro Colaboradora da OMS (Organização Mundial da Saúde) para o avanço das pesquisas em Enfermagem.
A Escola de Enfermagem de Ribeirão Preto já formou em sua história 3686 alundos de graduação e 2776 alunos de pós graduação, sendo composta por 03 departamentos: 1º - Departamento de Enfermagem Geral e Especializada, que em seu programa de pós graduação em Enfermagem foi o primeiro a receber o conceito 07 da CAPEs em relação a todos programas de pós graduação em Enfermagem do Brasil, 2º Departamento Materno infantil e Saúde Pública, departamento que produz uma enorme escopo de pesquisa, que atuam da Atenção Básica até a Neonatologia, 3º Departamento de Enfermagem Psiquiátrica e Ciências Humanas, os docentes desse departamento tem reconhecimento internacional em pesquisas ligadas a Saúde Mental, Psiquiatria e Educação, gerou também importantes pensadoras (o) do cuidado em relação a reforma Psiquiátrica Brasileira.